# エクストン駅 (ペンシルベニア州)
エクストン駅（英語：Exton station）は、ペンシルベニア州エクストンにある駅。 住所は下記の通り。
アムトラック…ウォーカータウン・ロード425
セプタ…ウォーカータウン・ロード445

## 利用可能な鉄道路線／列車
アムトラックキーストン回廊のエクストン駅に停車する列車は下記の通り。
ピッツバーグとニューヨーク間の昼行長距離列車ペンシルベニアン号…東行きのみ停車
ハリスバーグとニューヨーク間の昼行中距離列車キーストン・サービス号…東行き11本、西行き13本停車
フィラデルフィアよりエクストンを経てハリスバーグに至る区間はキーストン・サービス号により高速かつ高頻度に列車が運行されている。
南東ペンシルベニア交通局（セプタ）の発着路線は下記の通り。
ソーンデール駅とテンプル大学駅を結ぶセプタパオリ・ソーンデール線